# Strażnica WOP Zbereże
Strażnica Wojsk Ochrony Pogranicza Zbereże/Uhrusk – zlikwidowany podstawowy pododdział Wojsk Ochrony Pogranicza pełniący służbę graniczną na granicy polsko-radzieckiej.

## Formowanie i zmiany organizacyjne
Strażnica została sformowana w 1945 w strukturze 31 komendy odcinka we Włodawie jako 144 strażnica WOP (Zbereże) o stanie 56 żołnierzy. Kierownictwo strażnicy stanowili: komendant strażnicy, zastępca komendanta do spraw polityczno-wychowawczych i zastępca do spraw zwiadu. Strażnica składała się z dwóch drużyn strzeleckich, drużyny fizylierów, drużyny łączności i gospodarczej. Etat przewidywał także instruktora do tresury psów służbowych oraz instruktora sanitarnego.
2 listopada 1945 obsada strażnicy nr 144 wyjechała z Lublina do Włodawy. W 1946 w 31 komendzie odcinka zaszły zmiany dyslokacyjne, 25 stycznia 1946 do ochrony granicy państwowej wyszły pierwsze patrole ze 144 strażnicy WOP Zbereże.
W czerwcu 1946 strażnica nr 144 została przeniesiona ze Zbereża do Uhrusk.
W związku z reorganizacją oddziałów WOP, 24 kwietnia 1948 144 strażnica OP Uhrusk (w skali kraju) została włączona w struktury 23 batalionu OP we Włodawie, a 1 stycznia 1951 232 batalionu WOP we Włodawie.
Od 15 marca 1954 wprowadzono nową numerację strażnic, a strażnica WOP Zbereże III kategorii otrzymała nr 139 w skali kraju i była w strukturach 232 batalionu WOP we Włodawie.
Reorganizacja, jaką przechodziły Wojska Ochrony Pogranicza w czerwcu 1956, doprowadziły do likwidacji 23 Brygady i podległych jej pododdziałów.

## Strażnice sąsiednie
- 143 strażnica WOP Sobibór ⇔ 145 strażnica WOP Świerże – 1946
- 143 strażnica OP Sobibór ⇔ 145 strażnica OP Świerże – 24.04.1948
- 143 strażnica WOP Sobibór ⇔ 145 strażnica WOP Świerże –  01.01.1951
- 138 strażnica WOP Sobibór ⇔ 140 strażnica WOP Uhrusk – 1954.

## Dowódcy strażnicy
- por. Jan Małecki (był w 1945)[3].